# Pargas IF
Pargas IF (PIF) är en idrottsförening från Pargas i Finland. Klubben bildades 1914 och bedriver fotboll, friidrott, gymnastik, handboll, innebandy, orientering och skidåkning. Smeknamnet för klubben är Piffen. Grundades som Pargas Malm Idrottsförening, PMIF.
Orienteringssektionen bildades 1945 och har haft flera framgångar. Exempelvis vann Pargas orienteringstävlingen 10-milas damstafett 1999.

## Placering senaste säsonger
| Säsong | Nivå | Liga    | Placering | Referens | Notering |
| ------ | ---- | ------- | --------- | -------- | -------- |
| 2022   | 2    | Ykkönen | 12        | [ 2 ]    |          |